# 宇土藩
宇土藩（うとはん）は、熊本藩の支藩。

## 概要
藩庁として宇土（現・宇土市）に陣屋が置かれた。正保3年（1646年）、熊本藩2代藩主細川光尚の従兄弟行孝（初代忠利の弟・立孝の子）が宇土郡・下益城郡に3万石が分与されて成立した。そして現在は新小路町と称される「本町筋南側」の一角に陣屋（御屋敷）を構えた。6代立礼と8代立政は本藩を相続し熊本藩主として迎えられている。11代225年在封し、明治3年（1870年）熊本藩に合併し、廃藩となった。
江戸藩邸は永田町に上屋敷、愛宕の下と神保こうしに中屋敷、白銀猿町に下屋敷があった。また、大坂中之島常安町に大坂藩邸があった。

## 歴代宇土藩主
細川家
外様　3万石　（1646年 - 1870年）
1. 行孝
2. 有孝
3. 興生
4. 興里
5. 興文
6. 立礼 熊本藩8代細川斉茲となる
7. 立之
8. 立政 熊本藩10代藩主細川斉護となる
9. 行芬
10. 立則
11. 行真